# Dodecaedru metabiaugmentat
În geometrie dodecaedrul metabiaugmentat este un poliedru convex construit prin augmentarea unui dodecaedru prin atașarea a două piramide pentagonale (J2) la două din fețele sale laterale separate printr-o față. Fețele augmentate nu sunt nici opuse, nici adiacente. Este poliedrul Johnson J60. Când piramidele sunt atașate în ale moduri, rezultatul poate fi un dodecaedru augmentat (J58), un dodecaedru parabiaugmentat (J59), sau un dodecaedru triaugmentat (J61), iar dacă se admit și fețe realizate din triunghiuri isoscele, chiar și un dodecaedru pentakis. Având 20 de fețe, este un icosaedru, neregulat.

## Mărimi asociate
Următoarele formule pentru arie, A și volum, V sunt stabilite pentru lungimea laturilor tuturor poligoanelor (care sunt regulate) a:
{\displaystyle A={\frac {5}{2}}\left({\sqrt {3}}+{\sqrt {25+10{\sqrt {5}}}}\right)a^{2}\approx 21,534901~a^{2},}
{\displaystyle V={\frac {1}{6}}\left(25+11{\sqrt {5}}\right)a^{3}\approx 8,266125~a^{3}.}